# Riu Sambas
El riu Sambas és un curs fluvial d'Indonèsia a la província de Borneo Occidental (Kalimantan Barat). Creua la regència de Sambas de nord-est a sud-oest i desaigua al mar de la Xina Meridional a Pemangkat. La població de Sambas, amb diversos llogarets, està situada a la seva vora.